# Solo Girls
Albums de CharlÉlie Couture
Solo Boys
(1987) 3 Folies Live
(1989)
Solo Girls est un album de CharlÉlie Couture sorti en 1988.

## Liste des titres de l'album
Toutes les chansons sont écrites et composées par CharlÉlie Couture, sauf mention contraire.
| No  | Titre                      | Auteur                           | Durée |
| --- | -------------------------- | -------------------------------- | ----- |
| 1.  | Solo girl                  |                                  | 4:10  |
| 2.  | Elle n'aime pas ça         |                                  | 3:06  |
| 3.  | Violente passion           | CharlÉlie Couture - Tom Novembre | 4:55  |
| 4.  | Suria Devi                 |                                  | 5:10  |
| 5.  | Rachel                     |                                  | 2:18  |
| 6.  | Juanita la méduse          |                                  | 3:00  |
| 7.  | Cyndi / fait semblant      |                                  | 3:55  |
| 8.  | Le Sens de sa vie          |                                  | 3:57  |
| 9.  | Aime-moi encore / au moins |                                  | 3:44  |
| 10. | Golden fish                |                                  | 4:18  |

## Personnel

### Musiciens
- CharlÉlie Couture : chant, guitares, claviers, guitare basse (8)
- Alice Botté : guitares
- André Roé Bandido : guitares
- Gildas Arzel : guitares, chœurs
- Abram Causse : batterie, percussions
- Boffi Banengola : batterie, percussions
- Junior Mac Gonnan : guitare basse
- Christian Baneth : guitare basse (9)
- Gérard Prévost : contrebasse
- Joé Loviconi : claviers, chœurs
- Kako Bessot : trompette, clairon
- Margot Dobrzynski : chœurs
- Korin Ternovtzeff : chœurs
- Sophie Parrot : chœurs
- Tom Novembre : chœurs

### Production
- Didier Weiss : Ingénieur du son
- Jean-Marc Pinaud : Ingénieur du son
- Michel Dierrickxs : Ingénieur du son (enregistrements + mixage)
- Claude Wagner : Ingénieur du son
- Alain Morand : Mastering et final cut